# Segundo di Santa Teresa
Segundo di Santa Teresa, in spagnolo Segundo de Santa Teresa, al secolo Segundo García Cabezas (Los Barrios de Nistoso, 24 marzo 1891 – Andújar, 31 luglio 1936), è stato un presbitero spagnolo dell'Ordine della Santissima Trinità. Venne fucilato dai repubblicani durante la guerra civile spagnola e venne beatificato come martire da papa Benedetto XVI nel 2007.

## Biografia
Segundo García Cabezas nasce a Barrios de Nistoso (provincia di León-Spagna) il 24 marzo 1891. Veste l'abito trinitario a Alcázar de San Juan il 21 aprile 1906, lì pronunvia i voti semplici il 27 aprile 1907 e cambia il nome a Segundo di Santa Teresa. Destinato a Roma, al convento di San Carlino alle Quattro Fontane, studia filosofia presso la Pontificia Università Gregoriana (1907-1910), conseguendo il dottorato con il massimo dei voti. Tra il 1910 e il 1913 studia teologia nella medesima Università, ma ammalatosi, non riesce a concludere gli studi e rientra in Spagna. Emette la professione solenne a Roma il 14 agosto 1910 e ricevette l'ordinazione sacerdotale a Madrid il 25 gennaio 1914.
Dal 1915 al 1919, Segundo è conventuale a Dalmacio Vélez (Argentina, lavorando nel collegio e nella parrocchia affidata ai padri trinitari. Tornato in patria insegna teologia a La Rambla (1919-1922); è vicario del convento di Barcellona (1922-1923); professore presso l'aspirantato di Algorta (1923-1928), insegnante di filosofia a Villanueva del Arzobispo (1928-1931) e nel Santuario della Vergine della Cabeza (1931-1934); inoltre, scrive per la rivista El Santo Trisagio, fu un bravo organista e un discreto oratore.
Il 31 luglio 1936 viene ucciso, in odium fidei, ad Andújar, all'età di 45 anni, insieme al suo fratello di comunità Prudencio della Croce.

## Culto
Segundo di Santa Teresa fu beatificato il 28 ottobre 2007, a Roma, per il cardinale José Saraiva Martins, prefetto della Congregazione per le Cause dei Santi, su mandato di papa Benedetto XVI, insieme a 498 martiri spagnoli, uccisi "in odium fidei" durante la guerra civile spagnola.
La Chiesa cattolica osserva la loro memoria liturgica il giorno 6 novembre. Le spoglie mortali dei due martiri trinitari di Andújar si venerano nel Santuario della Vergine della Cabeza.